# Павлово (Гнезненський повіт)
Павлово (пол. Pawłowo, нім. Paulskirch) — село в Польщі, у гміні Чернеєво Гнезненського повіту Великопольського воєводства.
Населення — 329 осіб (2011).
У 1975-1998 роках село належало до Познанського воєводства.

## Демографія
Демографічна структура станом на 31 березня 2011 року:
|          | Загалом | Допрацездатний вік | Працездатний вік | Постпрацездатний вік |
| -------- | ------- | ------------------ | ---------------- | -------------------- |
| Чоловіки | 168     | 38                 | 114              | 16                   |
| Жінки    | 161     | 32                 | 99               | 30                   |
| Разом    | 329     | 70                 | 213              | 46                   |